# 哔叽哔叽

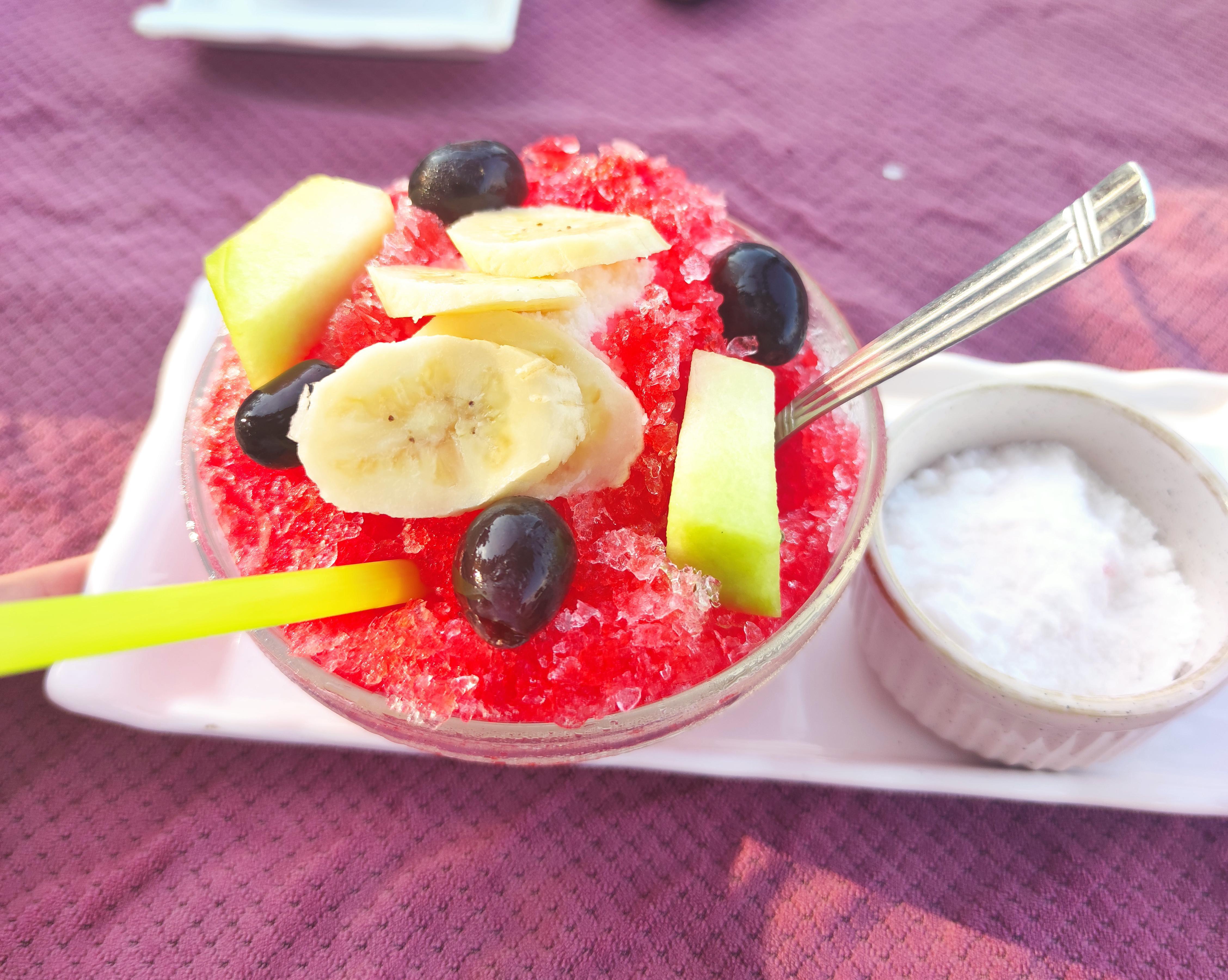
哔叽哔叽布丁

哔叽哔叽（土耳其語：bici bici）全称哔叽哔叽布丁（土耳其語：bicibici muhallebisi），是一种土耳其布丁。它是一种非常清淡的甜品，遍及土耳其南部和地中海地区，特别是阿达纳省和梅尔辛省，通常在夏天享用。